# Waldo Belloso
Waldo Belloso (Capilla del Señor, provincia de Buenos Aires, 4 de abril de 1933 - Buenos Aires, 14 de junio de 1985) fue un pianista, arreglista, director de orquesta y compositor argentino.

## Biografía
Belloso nació el 4 de abril de 1933 en Capilla del Señor, partido de Exaltación de la Cruz. Hijo del matrimonio de Alfredo Belloso y Ángela Martignoni. Sus estudios primarios fueron cursados en la escuela N.º 12 «Domingo Faustino Sarmiento», y el secundario completo en el Instituto «José Manuel Estrada», ambos de su ciudad natal.
Comenzó a estudiar piano a la edad de seis años con la profesora María Elena Etchegoin, del Conservatorio Alberto Williams. A los trece años se recibió de profesor. Desde chico hizo folclore, dirigiendo la faz musical de los espectáculos infantiles que se daban en la escuela.
En 1952 participó en un concurso para ocupar una cátedra en la Escuela Nacional de Danzas, donde fue profesor. Integró varios conjuntos como pianista, entre ellos el muy conocido de Los hermanos Abrodos. Pudo grabar todas las danzas tradicionales, siguiendo el orden utilizado en la Escuela Nacional de Danzas. La grabación original se hizo en tres discos de larga duración (LP), denominados: Danzas del primer curso; Danzas del segundo curso y Danzas del tercer curso.
Se recibió de médico oftalmólogo, su otra vocación, a mediados de la década del 60. Sin abandonar la actividad como músico y compositor, ejerció su profesión de oculista en el Hospital San José y en el consultorio del Dr. Luis Coco Terrarossa.
Debutó en Radio Belgrano en el programa Aquí está el folklore, dirigiendo la orquesta estable de la emisora y más tarde la de Radio Splendid. También dirigió el conjunto folklórico que llevó su nombre. En esa misma época estudió armonía y composición con Carlos García.
Se desempeñó como director de la Orquesta Sinfónica de Córdoba durante 6 temporadas en el Festival de Cosquín de la provincia de Córdoba. Desbordante de creatividad e innovación, supo ser el primero en realizar conciertos de música folclórica sinfónica en los años sesenta, presentándose en varias ocasiones en Canal 7 de la televisión argentina.
Waldo Belloso ofreció conciertos como solista de piano en casi toda Latinoamérica, así como también en Italia y España.
El 4 de abril de 1963, contrajo matrimonio con la escritora y poetisa Zulema Alcayaga, con quien tuvo dos hijos, Waldo Horacio (médico infectólogo) y María Gabriela. Junto a su esposa, creó el personaje infantil «Margarito Tereré» de exitosa trayectoria en el espectáculo para niños en la década del 70, además de ser autor y productor musical de más de 15 espectáculos del mismo género. También le puso música al musical folclórico infantil Canciones para argentinitos (una aventura pentagramada transitando por todos los ritmos del folklore argentino, haciéndose conocer en el viaje más de 20 personajes, dentro de las dieciséis canciones que componen el espectáculo); la canción más conocida El gato de la calesita, fue un éxito en la voz de Hernán Figueroa Reyes.
Compuso más de 500 obras de raíz folclórica argentina, entre las que se destacan Anocheciendo zambas, "Balsa de recuerdos", Malambo en rojo, La gavota de Buenos Aires, Cuando llegue el alba, Frontera norte, La capillera (para su pueblo natal), Doña Emma (dedicada a su abuela), Exaltación, entre otras.
En 1965 escribió la música para la película Cosquín, amor y folklore, protagonizada por Elsa Daniel y Atilio Marinelli. Los solistas y conjuntos más importantes del folclore argentino, en el momento culminante del Festival de Cosquín, participaron de la misma. Junto con Beatriz Durante, fue coautor del libro Danzas folklóricas argentinas.
A los 52 años de edad muere repentinamente un 14 de junio de 1985, en vísperas del estreno en el Teatro Maipo de Buenos Aires, del espectáculo infantil Frutillitas y los ositos cariñosos, que habían creado con su esposa Zulema Alcayaga.

## Filmografía
Director
- Margarito Tereré (1978)

Guionista
- Margarito Tereré (1978)

Música
- Margarito Tereré (1978)
- Juegos de verano (1973)
- Un gaucho con plata (1970)
- El loro de la soledad (1967)
- Cosquín, amor y folklore (1965)